# Heike Singer
Heike Singer (Rodewisch, 14 juli 1964) is een (Oost-)Duitse kanovaarster.
Singer won tijdens de Olympische Zomerspelen 1988 de gouden medaille in de K-4 500m.
Singer werd driemaal wereldkampioen in verschillende categorieën.

## Belangrijkste resultaten

### Olympische Zomerspelen
| Editie | Plaats | Resultaten |
| ------ | ------ | ---------- |
| 1988   | Seoel  | K-4 500m   |

### Wereldkampioenschappen vlakwater
| Jaar | Plaats   | Resultaten          |
| ---- | -------- | ------------------- |
| 1985 | Mechelen | K-4 500m            |
| 1989 | Plovdiv  | K-2 500m · K-4 500m |

1984: Agafia Constantin & Nastasia Ionescu & Tecla Marinescu & Maria Ştefan ·
1988: Anke Nothnagel & Ramona Portwich & Birgit Schmidt-Fischer & Heike Singer ·
1992: Kinga Czigány & Éva Dónusz & Rita Kőbán & Erika Mészáros ·
1996: Birgit Fischer & Manuela Mucke & Ramona Portwich & Anett Schuck ·
2000: Birgit Fischer & Manuela Mucke & Anett Schuck & Katrin Wagner-Augustin ·
2004: Birgit Fischer & Carolin Leonhardt & Maike Nollen & Katrin Wagner-Augustin ·
2008: Fanny Fischer & Nicole Reinhardt & Katrin Wagner-Augustin & Conny Waßmuth ·
2012: Krisztina Fazekas & Katalin Kovács & Danuta Kozák & Gabriella Szabó ·
2016: Tamara Csipes & Krisztina Fazekas-Zur & Danuta Kozák & Gabriella Szabó ·
2020: Kozák & Csipes & Kárász & Bodonyi ·
2024: Carrington & Hoskin & Brett & Vaughan